# كولن ديكسون
كولن ديكسون (بالإنجليزية: Colin Dixon)‏ هو لاعب اتحاد الرغبي بريطاني، ولد في 3 ديسمبر 1943 في Butetown ‏ في المملكة المتحدة، وتوفي في 21 يونيو 1993 في هاليفاكس في المملكة المتحدة.